# 佐藤伊左衛門
佐藤 伊左衛門（さとう いざえもん、1858年（安政5年3月） - 1908年（明治41年）10月10日）は、明治時代の政治家。貴族院多額納税者議員。兄は貴族院多額納税者議員 市島徳治郎。長男佐藤光興の妻は 子爵 本多忠敬 (子爵)五女茂子。

## 経歴
越後国、のちの新潟県出身。農業を営んだ。
1904年（明治37年）9月には新潟県多額納税者として貴族院議員に互選され、同月29日に就任したが、1908年（明治41年）10月2日に辞した。間もなく食道癌により死去した。